# Västermalmsgallerian

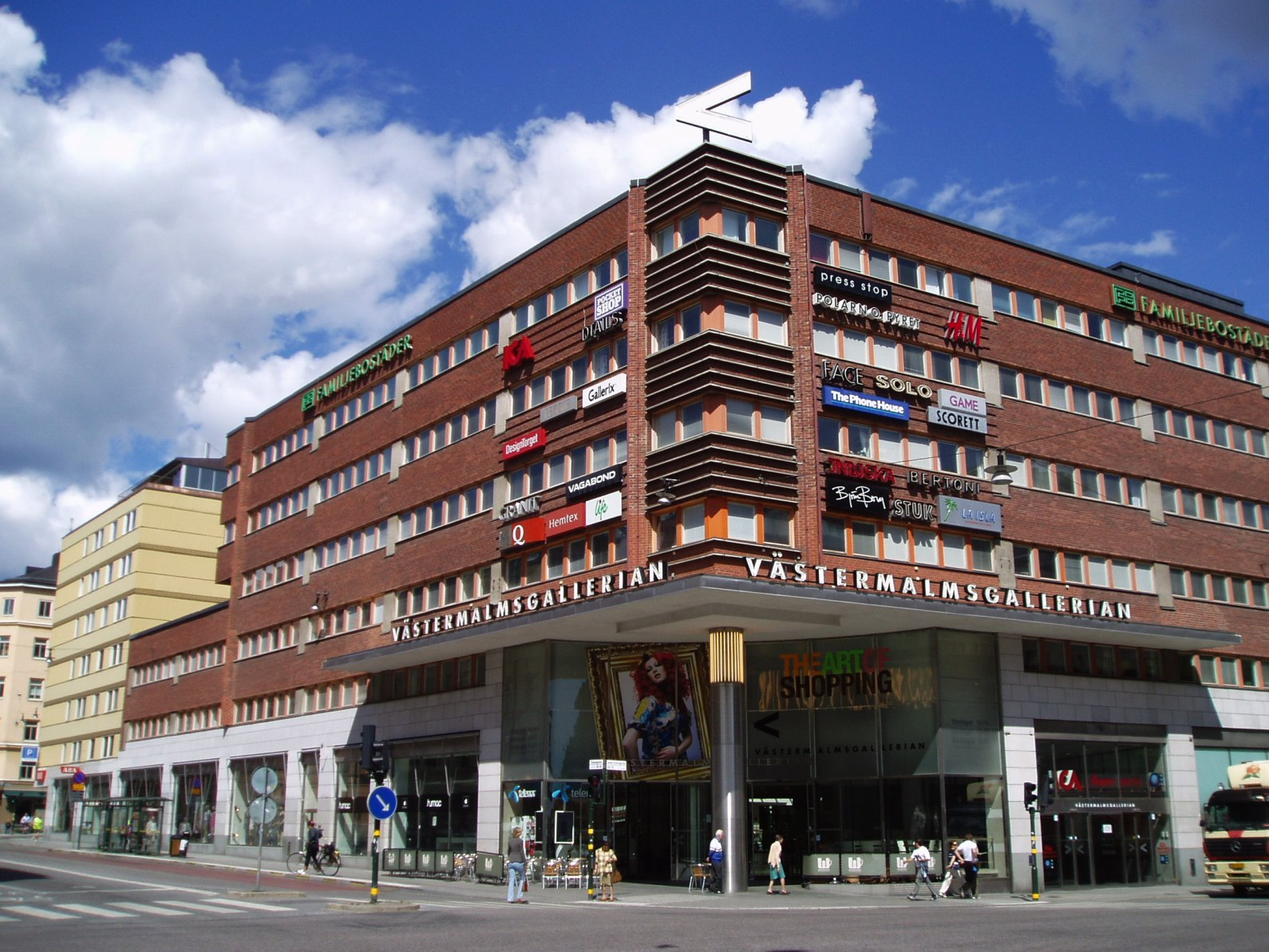
Västermalmsgallerian

Västermalmsgallerian är ett inbyggt köpcentrum på Kungsholmen i Stockholms innerstad, invigt den 23 augusti 2002.
Det tillkom genom ombyggnad av 1970-talsbebyggelse i kvarteret Trossen och ligger i anslutning till tunnelbanestationen Fridhemsplan i korsningen S:t Eriksgatan / Fleminggatan. Platsen hade då länge haft dåligt rykte och kallades "Lilla Plattan", med hänvisning till drogmissbruk och droghandel vid Sergels Torg, som i vardagligt tal ofta benämns "Plattan". Namnet togs fram av bland andra Jussi Karlgren, professor och forskare i språkteknologi. Västermalm är ett namn som historiskt ibland använt om delar av västra Stockholm och har efter gallerians namngivning återintroducerat Västermalm som ett alternativt namn för stadsdelen Kungsholmen eller delar av Kungsholmen.
Västermalmsgallerian är Kungsholmens första galleria, med affärer inom mode, inredning och mat. Gallerian, som har en total yta på 10000 m², består av 45 större men även mindre butiker och internationella detaljister.
Västermalmsgallerian ägdes fram till 2007 av Centrumkompaniet, ett kommunalt bolag som grundades 2001 för att ta över centrumfastigheter från de kommunala bostadsbolagen. 2007 beslutade Stockholms stad att sälja hela Centrumkompaniet till det brittiska fastighetsbolaget Boultbee. I december 2011 förvärvade AMF Fastigheter gallerian.